# Friedrich Wilhelm Gotter
Friedrich Wilhelm Gotter (3 de setembro de 1746 – 18 de março de 1797) foi um poeta e dramaturgo alemão.
Nasceu na cidade de Gota. Após a conclusão dos seus estudos universitários em Göttingen, foi nomeado diretor segundo do Arquivo de Gota. Ele posteriormente foi para Wetzlar, sede dos tribunais de justiça imperial, naquela cidade foi secretário da Saxe-Coburg-Gotha. Em 1768 retornou a Gota como tutor de dois jovens nobres e, juntamente com Heinrich Christian Boie, fundou o famoso Göttinger Musenalmanach. Em 1770 foi mais uma vez para Wetzlar, onde fez parte do círculo de Goethe. Quatro anos depois, ele voltou a viver permanentemente em Gota, onde trabalhou até sua morte.
Gotter foi o principal representante do gosto francês na vida literária alemã do seu tempo. Sua poesia é elegante e em grande parte livre das trivialidades dos poemas anacreônticos da geração anterior de imitadores da literatura francesa, mas faltou profundidade imaginativa.
Suas peças, das quais Merope (1774), uma adaptação em versos brancos das tragédias de Scipione Maffei e Voltaire, e Medéia (1775), um melodrama, são mais conhecidas, eram em sua maioria baseadas em originais franceses e tinham uma influência considerável na luta contra a falta de forma e irregularidade do  drama Sturm und Drang.